# Lizzy Caplan
Elizabeth Anne Caplan (n. 30 iunie 1982, Los Angeles, California, SUA) este o actriță americană  și fotomodel. Primul ei rol actoricesc a fost în serialul de televiziune Freaks and Geeks. A devenit mai cunoscută cu roluri în filmele Fete rele și Monstruos (Cloverfield), pentru care a avut o nominalizare la Premiul Saturn pentru cea mai bună actriță în rol secundar. A jucat în seriale ca Related (2005–2006), The Class (2006–2007) sau Party Down (2009–2010). Din 2013 până în 2016, a jucat rolul Virginia E. Johnson în seria Showtime Masters of Sex, pentru care a fost nominalizată la mai multe premii.

## Filmografie

### Film
| An   | Titlu                          | Rol              | Note        |
| ---- | ------------------------------ | ---------------- | ----------- |
| 2002 | Orange County                  | Party Girl       |             |
| 2003 | Hardcore Action News           | Lizzy Lyons      | Scurtmetraj |
| 2004 | Mean Girls                     | Janis Ian        |             |
| 2006 | Love Is the Drug               | Sara Weller      |             |
| 2007 | Crashing                       | Jacqueline       |             |
| 2008 | Cloverfield                    | Marlena Diamond  |             |
| 2008 | My Best Friend's Girl          | Ami              |             |
| 2009 | Crossing Over                  | Marla            |             |
| 2010 | Successful Alcoholics          | Lindsay          | Scurtmetraj |
| 2010 | Hot Tub Time Machine           | April Drennan    |             |
| 2010 | The Last Rites of Ransom Pride | Juliette Flowers |             |
| 2010 | 127 Hours                      | Sonja Ralston    |             |
| 2011 | High Road                      | Sheila           |             |
| 2012 | Save the Date                  | Sarah            |             |
| 2012 | Bachelorette                   | Gena Myers       |             |
| 2012 | 3,2,1... Frankie Go Boom       | Lassie           |             |
| 2012 | Queens of Country              | Jolene Gillis    |             |
| 2012 | Item 47                        | Claire Wise      | Scurtmetraj |
| 2014 | The Interview                  | Agent Lacey      |             |
| 2015 | The Night Before               | Diana            |             |
| 2016 | Now You See Me 2               | Lula May         |             |
| 2016 | Allied                         | Bridget Vatan    |             |
| 2017 | The Disaster Artist            | Rolul ei         | Cameo       |
| 2018 | Extinction                     | Alice            |             |
| TBA  | Cobweb                         | Carol            | Filmări     |

### Televiziune
| An        | Titlu                   | Rol                                | Note                                                               |
| --------- | ----------------------- | ---------------------------------- | ------------------------------------------------------------------ |
| 1999–2000 | Freaks and Geeks        | Sara                               | 4 episoade                                                         |
| 2000      | From Where I Sit        | Lily                               | Film TV                                                            |
| 2001      | Undeclared              | Beautiful girl                     | Episodul: "Prototype"                                              |
| 2001–2003 | Smallville              | Tina Greer                         | 2 episoade                                                         |
| 2001      | Once and Again          | Sarah                              | Episodul: "Tough Love"                                             |
| 2002      | Everybody's Doing It    | Angela                             | Film TV                                                            |
| 2003      | The Pitts               | Faith Pitt                         | Rol principal                                                      |
| 2005      | Tru Calling             | Avery Bishop                       | 4 episoade                                                         |
| 2005–2006 | Related                 | Marjee Sorelli                     | Rol principal                                                      |
| 2006      | Family Guy              | Woman Arguing With Quagmire (voce) | Episodul: "Chick Cancer"                                           |
| 2006–2009 | American Dad!           | Debbie (voce)                      | 4 episoade                                                         |
| 2006–2007 | The Class               | Kat Warbler                        | Rol principal                                                      |
| 2008      | True Blood              | Amy Burley                         | 6 episoade                                                         |
| 2008      | The Life & Times of Tim | (voce)                             | Episodul: "Insurmountable High Score/Tim vs. the Baby"             |
| 2009–2010 | Party Down              | Casey Klein                        | Rol principal                                                      |
| 2010–2011 | Childrens Hospital      | Harmony / Casey Klein              | 2 episoade                                                         |
| 2011      | The Cleveland Show      | Patty Donner (voce)                | Episodul: "The Essence of Cleveland"                               |
| 2011      | Mr. Sunshine            | Vivian Cornelli                    | Episodul: "Ben and Vivian"                                         |
| 2011      | Wainy Days              | Arielle                            | Episodul: "Kelly and Arielle – Part 2"                             |
| 2012      | New Girl                | Julia                              | 4 episoade                                                         |
| 2013      | Newsreaders             | Anya Turpo                         | Episodul: "Hedge Fun"                                              |
| 2013–2016 | Masters of Sex          | Virginia E. Johnson                | Rol principal; și producătoare                                     |
| 2013–2014 | The League              | Rebecca Ruxin                      | 3 episoade                                                         |
| 2014      | Kroll Show              | Signing Bonus Contestant #1        | Episodul: "Krolling Around with Nick Klown"                        |
| 2014      | Comedy Bang! Bang!      | Rolul ei                           | Episodul: "Lizzy Caplan Wears All Black & Powder Blue Espadrilles" |
| 2017      | The Simpsons            | Virginia Johnson (voce)            | Episodul: "Kamp Krustier"                                          |
| 2017      | Angie Tribeca           | Deirdre                            | Episodul: "If You See Something, Solve Something"                  |
| 2017      | Ill Behaviour           | Nadia                              | 3 episoade                                                         |
| 2017      | I'm Sorry               | Jessica                            | Episodul: "Too Slow"                                               |
| 2018      | Das Boot                | Carla Monroe                       | 8 episoade                                                         |
| 2019      | Castle Rock             | Annie Wilkes                       | Rol principal (sezonul 2)                                          |
| 2019–2020 | Truth Be Told           | Josie and Lanie Burhman            | Rol principal                                                      |

## Premii și nominalizări
| An   | Premiu                           | Categorie                                  | Pentru               | Rezultat     |
| ---- | -------------------------------- | ------------------------------------------ | -------------------- | ------------ |
| 2007 | Premiul Saturn                   | Best Supporting Actress                    | Cloverfield          | Nominalizare |
| 2010 | Premiile Teen Choice             | Choice Movie Actress – Comedy              | Hot Tub Time Machine | Nominalizare |
| 2014 | Critics' Choice Television Award | Best Actress in a Drama Series             | Masters of Sex       | Nominalizare |
| 2014 | Premiul Emmy                     | Outstanding Lead Actress in a Drama Series | Masters of Sex       | Nominalizare |
| 2014 | Premiul Satellite                | Best Actress – Television Series Drama     | Masters of Sex       | Nominalizare |
| 2015 | Premiul Satellite                | Best Actress – Television Series Drama     | Masters of Sex       | Nominalizare |
| 2016 | Premiile Teen Choice             | Choice Summer Movie Star: Female           | Now You See Me 2     | Nominalizare |